# Nagari Magek
Nagari Magek is een bestuurslaag in het regentschap Agam van de provincie West-Sumatra, Indonesië. Nagari Magek telt 4683 inwoners (volkstelling 2010).